# Partido Liberal Democrático (Japón)
El Partido Liberal Democrático (自由民主党 Jiyū-Minshutō?,  abreviado PLD), también conocido por su abreviación japonesa Jimintō (自民党?), es un partido político de ideología conservadora de Japón. Es la fuerza política que ha gobernado el país casi ininterrumpidamente desde su fundación, en 1955. A pesar de que en Japón rige un sistema político multipartidista, para algunos autores los largos años en el poder del PLD lo han convertido más en un sistema de partido dominante. Precisamente, la fragmentación y división de otros partidos japoneses de la oposición es una de las causas que explican la fortaleza del PLD durante varias décadas.
El Partido Liberal Democrático no debe ser confundido con el ahora desaparecido Partido Liberal (自由党 Jiyūtō?), que se unió en 2003 al Partido Democrático (en aquel entonces el principal partido de la oposición).

## Historia
El PLD se ha mantenido la mayor parte del tiempo en el poder desde su fundación hasta la actualidad, salvo dos períodos: entre 1993 y 1994, con la formación de un gobierno de coalición que dejó fuera al PLD; un segundo período en que el PLD estuvo ausente del poder fue durante los gobiernos del Partido Democrático, entre 2009 y 2012.

### Fundación y primeros años

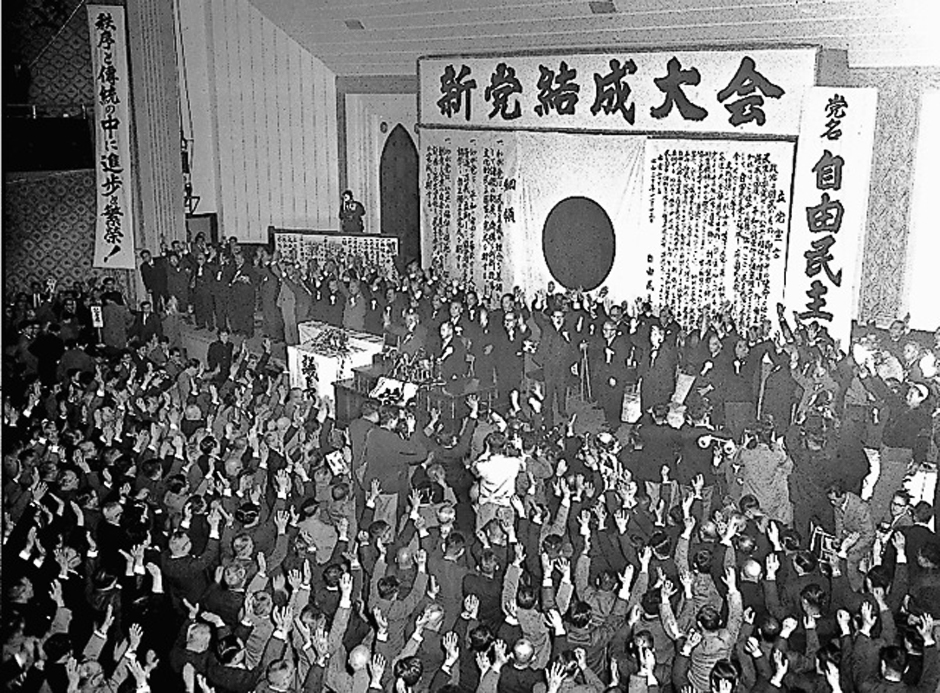
Primera convención del partido, 15 de noviembre de 1955.

El PLD fue creado en 1955 con la unión de dos formaciones políticas: el Partido Liberal (自由党 Jiyutō?, liderado por Shigeru Yoshida) y el Partido Democrático de Japón (日本民主党 Nihon Minshutō?, liderado por Ichirō Hatoyama). Ambos, que eran dos partidos derechistas, y acordaron unirse para a su vez formar un partido unificado contra el Partido Socialista de Japón, que en aquella época gozaba de una gran popularidad entre el electorado nipón. El PLD ganó las siguientes elecciones que se celebraron, y logró formar el primer gobierno conservador de Japón con una amplia mayoría. Desde entonces lograría mantener el gobierno hasta 1993.
El PLD comenzó dando un nuevo enfoque a la política exterior de Japón, con medidas que iban desde el ingreso y la participación activa en las Naciones Unidas, al restablecimiento de contactos diplomáticos con la Unión Soviética. En la mayoría de elecciones que siguieron a 1955 el Partido Liberal Democrático se convirtió en la fuerza política más votada, encontrándose prácticamente con la única oposición que venía desde los dos principales partidos izquierdistas: el Partido Socialista de Japón (PSJ) y el Partido Comunista de Japón (PCJ). Por esta razón, entre las décadas de 1950 y 1970 , la Agencia Central de Inteligencia de los Estados Unidos gastó millones de dólares durante las campañas electorales japonesas, procurando aumentar el apoyo popular hacia el PLD y, a su vez, en contra de los partidos y movimientos de izquierda, como eran los socialistas y comunistas.
No obstante, la larga intervención de los servicios secretos estadounidenses en favor de los conservadores japoneses no fue conocida por el público hasta la mitad de los años 1990, cuando fue revelada por el reputado diario estadounidense The New York Times.

### Período reciente

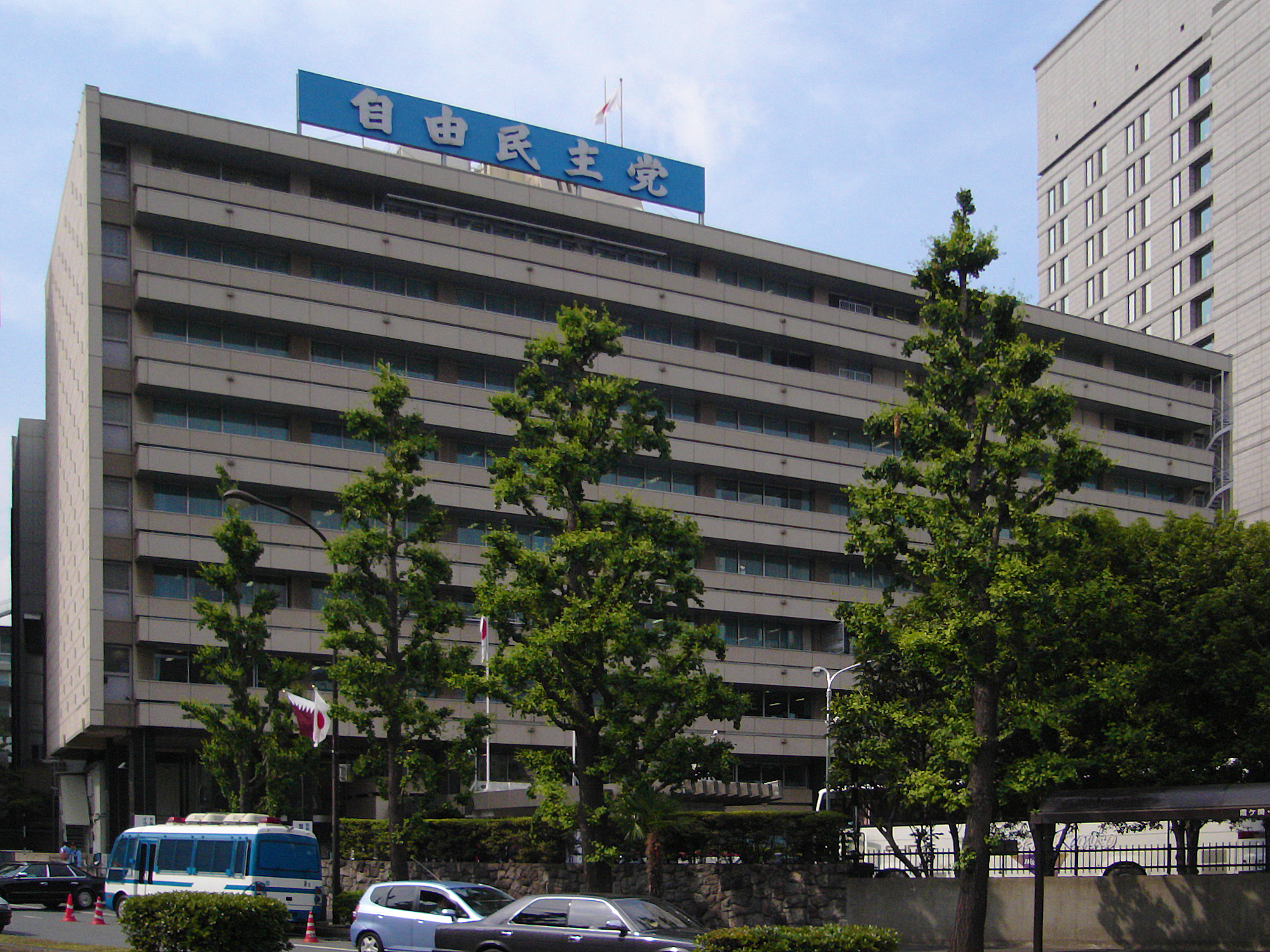
Sede del PLD en Tokio.

Tras su vuelta al poder en 1996, cinco años después el partido pasó a estar bajo el liderazgo del carismático Junichiro Koizumi. Con una nueva victoria en las elecciones generales del 2005, el PLD mantuvo la mayoría absoluta en la Dieta nacional y formó un gobierno de coalición con el partido Nuevo Kōmeitō. El período de gobierno de Koizumi estuvo marcado por su alianza con el presidente estadounidense George W. Bush, una fuerte política nacionalista y especialmente la privatización del servicio postal japonés, que en materia económica fue el principal objetivo del gobierno Koizumi.
Shinzō Abe sucedió a Junichiro Koizumi como presidente del partido el 20 de septiembre de 2006, aunque sólo ocuparía el cargo por un corto período. En ese contexto, el partido sufrió una gran derrota en las elecciones de 2007 a la Cámara de Consejeros y perdió la mayoría en esta cámara por primera vez en su historia. El 12 de septiembre de 2007, Abe dimitió como primer ministro y líder del partido, y le sucedió Yasuo Fukuda, que a su vez dimitiría el 1 de septiembre de 2008 tras apenas un año en el puesto. Entonces el veterano Taro Aso pasó a hacerse cargo de la dirección del gobierno y del partido, pero en las elecciones generales de 2009 el PLD sufrió un importante descalabro electoral frente al Partido Democrático al perder 177 escaños en el parlamento, lo que supuso su salida del gobierno. Esta derrota puso fin a más de medio siglo de gobiernos conservadores.
Sin embargo, después de tres años de gobierno el Partido Democrático había sufrido un fuerte desgaste y en las elecciones generales de 2012 el PLD, otra vez bajo el liderazgo de Shinzō Abe, logró una contundente victoria y su vuelta al poder. Desde esa fecha, los conservadores siguen al frente del gobierno japonés.

## Resultados electorales

### Resultados de las elecciones a la Cámara de Representantes
| Elecciones | Líder             | # de candidatos | # de escaños | +/- | # de votos      | % de votos | Gobierno            |
| ---------- | ----------------- | --------------- | ------------ | --- | --------------- | ---------- | ------------------- |
| 1958       | Nobusuke Kishi    | 413             | 298/467      | 1a  | 22.976.846 (#1) | 57,80%     | Gobierno en mayoría |
| 1960       | Hayato Ikeda      | 399             | 296/467      | 2   | 22.740.272 (#1) | 57,56%     | Gobierno en mayoría |
| 1963       | Hayato Ikeda      | 359             | 283/467      | 13  | 22.423.915 (#1) | 54,67%     | Gobierno en mayoría |
| 1967       | Eisaku Satō       | 342             | 277/486      | 6   | 22.447.838 (#1) | 48,8%      | Gobierno en mayoría |
| 1969       | Eisaku Satō       | 328             | 288/486      | 11  | 22.381.570 (#1) | 47,63%     | Gobierno en mayoría |
| 1972       | Tanaka Kakuei     | 339             | 271/491      | 17  | 24.563.199 (#1) | 46,85%     | Gobierno en mayoría |
| 1976       | Takeo Miki        | 320             | 249/511      | 22  | 23.653.626 (#1) | 41,78%     | Gobierno en minoría |
| 1979       | Masayoshi Ōhira   | 322             | 248/511      | 1   | 24.084.131 (#1) | 44,59%     | Gobierno en minoría |
| 1980       | Masayoshi Ōhira   | 310             | 284/511      | 36  | 28.262.442 (#1) | 47,88%     | Gobierno en mayoría |
| 1983       | Yasuhiro Nakasone | 339             | 250/511      | 34  | 25.982.785 (#1) | 45,76%     | Coalición           |
| 1986       | Yasuhiro Nakasone | 322             | 300/512      | 50  | 29.875.501 (#1) | 49,42%     | Gobierno en mayoría |
| 1990       | Toshiki Kaifu     | 338             | 275/512      | 25  | 30.315.417 (#1) | 46,14%     | Gobierno en mayoría |
| 1993       | Kiichi Miyazawa   | 285             | 223/511      | 52  | 22.999.646 (#1) | 36,62%     | Oposición (1993-94) |
| 1993       | Kiichi Miyazawa   | 285             | 223/511      | 52  | 22.999.646 (#1) | 36,62%     | Coalición (1994-96) |
| 1996       | Ryutaro Hashimoto | 355             | 239/500      | 16  | 21.836.096 (#1) | 38,63%     | Coalición           |
| 2000       | Yoshirō Mori      | 337             | 233/480      | 6   | 24.945.806 (#1) | 40,97%     | Coalición           |
| 2003       | Junichiro Koizumi | 336             | 237/480      | 4   | 26.089.327 (#1) | 43,85%     | Coalición           |
| 2005       | Junichiro Koizumi | 346             | 296/480      | 59  | 32.518.389 (#1) | 47,77%     | Gobierno en mayoría |
| 2009       | Tarō Asō          | 326             | 119/480      | 177 | 27.301.982 (#2) | 38,68%     | Oposición           |
| 2012       | Shinzō Abe        | 337             | 294/480      | 175 | 25.643.309 (#1) | 43,01%     | Gobierno en mayoría |
| 2014       | Shinzō Abe        | 352             | 291/475      | 3   | 25.461.449 (#1) | 48,10%     | Gobierno en mayoría |
| 2017       | Shinzō Abe        | 332             | 284/465      | 7   | 26.719.032 (#1) | 48,21%     | Gobierno en mayoría |
| 2021       | Fumio Kishida     | 336             | 261/465      | 23  | 27.626.235 (#1) | 48,08%     | Gobierno en mayoría |
| 2024       | Shigeru Ishiba    | 342             | 191/465      | 70  | 20.867.762 (#1) | 38,46%     | Gobierno en minoría |

a Respecto a la suma de los escaños obtenidos por el Partido Democrático de Japón y el Partido Liberal en 1955.

### Resultados de las elecciones a la Cámara de Consejeros
| Elecciones | Líder             | # de escaños | # de votos nacionales | % de votos nacionales | # de votos por Prefectura | % de votos por Prefectura |
| ---------- | ----------------- | ------------ | --------------------- | --------------------- | ------------------------- | ------------------------- |
| 1956       | Ichirō Hatoyama   | 122/250      | 11.356.874            | 39,7%                 | 14.353.960                | 48,4%                     |
| 1959       | Nobusuke Kishi    | 132/250      | 12.120.598            | 41,2%                 | 15.667.022                | 52,0%                     |
| 1962       | Hayato Ikeda      | 142/250      | 16.581.637            | 46,4%                 | 17.112.986                | 47,1%                     |
| 1965       | Eisaku Satō       | 140/251      | 17.583.490            | 47,2%                 | 16.651.284                | 44,2%                     |
| 1968       | Eisaku Satō       | 137/250      | 20.120.089            | 46,7%                 | 19.405.546                | 44,9%                     |
| 1971       | Eisaku Satō       | 141/249      | 17.759.395            | 44,5%                 | 17.727.263                | 44,0%                     |
| 1974       | Kakuei Tanaka     | 126/250      | 23.332.773            | 44,3%                 | 21.132.372                | 39,5%                     |
| 1977       | Takeo Fukuda      | 125/249      | 18.160.061            | 35,8%                 | 20.440.157                | 39,5%                     |
| 1980       | Masayoshi Ōhira   | 135/250      | 23.778.190            | 43,3%                 | 24.533.083                | 42,5%                     |
| 1983       | Yasuhiro Nakasone | 137/252      | 16.441.437            | 35,3%                 | 19.975.034                | 43,2%                     |
| 1986       | Yasuhiro Nakasone | 143/252      | 22.132.573            | 38,58%                | 26.111.258                | 45,07%                    |
| 1989       | Sōsuke Uno        | 109/252      | 17.466.406            | 30,70%                | 15.343.455                | 27,32%                    |
| 1992       | Kiichi Miyazawa   | 106/252      | 20.528.293            | 45,23%                | 14.961.199                | 33,29%                    |
| 1995       | Yōhei Kōno        | 111/252      | 10.557.547            | 25,40%                | 11.096.972                | 27,29%                    |
| 1998       | Keizō Obuchi      | 102/252      | 17.033.851            | 30,45%                | 14.128.719                | 25,17%                    |
| 2001       | Junichiro Koizumi | 111/247      | 22.299.825            | 41,04%                | 21.114.727                | 38,57%                    |
| 2004       | Junichiro Koizumi | 115/242      | 16.797.686            | 30,03%                | 19.687.954                | 35,08%                    |
| 2007       | Shinzō Abe        | 83/242       | 16.544.696            | 28,1%                 | 18.606.193                | 31,35%                    |
| 2010       | Sadakazu Tanigaki | 84/242       | 14.071.671            | 24,07%                | 19.496.083                | 33,38%                    |
| 2013       | Shinzō Abe        | 115/242      | 18.460.404            | 34,7%                 | 22.681.192                | 42,7%                     |
| 2016       | Shinzō Abe        | 120/242      | 20.114.833            | 35,9%                 | 22.590.793                | 39,9%                     |
| 2019       | Shinzō Abe        | 113/245      | 17.712.373            | 35,4%                 | 20.030.331                | 39,8%                     |
| 2022       | Fumio Kishida     | 119/248      | 18.256.245            | 34,4%                 | 20.603.298                | 38,7%                     |

## Presidentes del partido
| #          | Imagen     | Nombre                                           | Inicio                   | Fin                      | Notas |
| Presidente | Presidente | Presidente                                       | Presidente               | Presidente               | Presidente |
| ---------- | ---------- | ------------------------------------------------ | ------------------------ | ------------------------ | --- |
| 1          |            | Ichirō Hatoyama 鳩山 一郎 Hatoyama Ichirō        | 5 de abril de 1956       | 14 de diciembre de 1956  | Primer ministro de Japón (1954-1956) Miembro de la Cámara de Representantes de Japón (1915-1959) |
| 2          |            | Tanzan Ishibashi 石橋 湛山 Ishibashi Tanzan      | 14 de diciembre de 1956  | 21 de marzo de 1957      | Primer ministro de Japón (1956-1957) Director general de la Agencia de Defensa (1956-1957) Ministro de Correos y Telecomunicaciones (diciembre-diciembre de 1956) Ministro de Comercio Internacional e Industria (1954-1956) Ministro de Finanzas (1946-1947) Miembro de la Cámara de Representantes de Japón (abril-mayo de 1947; 1952-1967) |
| 3          |            | Nobusuke Kishi 岸 信介 Kishi Nobusuke            | 21 de marzo de 1957      | 14 de julio de 1960      | Primer ministro de Japón (1957-1960) Director general de la Agencia de Defensa (enero-febrero de 1957) Ministro de Relaciones Exteriores (1956-1957) Ministro de Comercio e Industria (1941-1943) Miembro de la Cámara de Representantes de Japón (1942-1943; 1953-1979) |
| 4r         |            | Hayato Ikeda 池田 勇人 Ikeda Hayato              | 14 de julio de 1960      | 1 de diciembre de 1964   | Primer ministro de Japón (1960-1964) Ministro de Finanzas (1949-1952; 1956-1957; febrero-julio de 1957) Miembro de la Cámara de Representantes de Japón (1949-1965) |
| 5          |            | Eisaku Satō 佐藤 榮作 Satō Eisaku                | 1 de diciembre de 1964   | 5 de julio de 1972       | Primer ministro de Japón (1964-1972) Miembro de la Cámara de Representantes de Japón (1949-1975) |
| 6          |            | Kakuei Tanaka 田中 角榮 Tanaka Kakuei            | 5 de julio de 1972       | 4 de diciembre de 1974   | Primer ministro de Japón (1972-1974) Ministro de Comercio Internacional e Industria (1971-1972) Ministro de Finanzas (1962-1965) Ministro de Correos y Telecomunicaciones (1957-1958) Miembro de la Cámara de Representantes de Japón (1947-1990) Dimitió por el escándalo Lockheed. |
| 7          |            | Takeo Miki 三木 武夫 Miki Takeo                  | 4 de diciembre de 1974   | 23 de diciembre de 1976  | Primer ministro de Japón (1974-1976) Miembro de la Cámara de Representantes de Japón (1937-1988) |
| 8          |            | Takeo Fukuda 福田 赳夫 'Fukuda Takeo             | 23 de diciembre de 1976  | 1 de diciembre de 1978   | Primer ministro de Japón (1976-1978) Miembro de la Cámara de Representantes de Japón (1952-1990) |
| 9          |            | Masayoshi Ōhira 大平 正芳 Ōhira Masayoshi        | 1 de diciembre de 1978   | 12 de junio de 1980      | Primer ministro de Japón (1978-1980) Ministro de Finanzas (1974-1976) Ministro de Comercio Internacional e Industria (1968-1970) Ministro de Relaciones Exteriores (1962-1964; 1972-1974) Miembro de la Cámara de Representantes de Japón (1952-1980) Fallecido mientras ejercía el cargo. |
| —          |            | Eiichi Nishimura 西村 英一 Nishimura Eiichi      | 12 de junio de 1980      | 15 de julio de 1980      | |
| 10         |            | Zenko Suzuki 鈴木 善幸 Suzuki Zenkō              | 15 de julio de 1980      | 25 de noviembre de 1982  | Primer ministro de Japón (1980-1982) Ministro de Agricultura y Silvicultura (1976-1978) Ministro de Salud y Bienestar (1965-1966) Ministro de Correos y Telecomunicaciones (julio-diciembre de 1960) Miembro de la Cámara de Representantes de Japón (1947-1980) |
| 11         |            | Yasuhiro Nakasone 中曾根 康弘 Nakasone Yasuhiro  | 25 de noviembre de 1982  | 31 de octubre de 1987    | Primer ministro de Japón (1982-1987) Miembro de la Cámara de Representantes de Japón (1947-2004) |
| 12         |            | Noboru Takeshita 竹下 登 Takeshita Noboru        | 31 de octubre de 1987    | 2 de junio de 1989       | Primer ministro de Japón (1987-1989) Miembro de la Cámara de Representantes de Japón (1958-2000) Dimitió por el Escándalo de los Reclutas. |
| 13         |            | Sōsuke Uno 宇野 宗佑 Uno Sōsuke                  | 2 de junio de 1989       | 8 de agosto de 1989      | Primer ministro de Japón (junio-agosto de 1989) Ministro de Relaciones Exteriores (1987-1989) Ministro de Comercio Internacional e Industria (junio-noviembre de 1983) Director general de la Agencia de Gestión Administrativa (1979-1980) Director general de la Agencia de Ciencia y Tecnología (1976-1977) Director general de la Agencia de Defensa (noviembre-diciembre de 1974) Miembro de la Cámara de Representantes de Japón (1960-1996) Dimitió por un escándalo sexual. |
| 14         |            | Toshiki Kaifu 海部 俊樹 Kaifu Toshiki            | 8 de agosto de 1989      | 30 de octubre de 1991    | Primer ministro de Japón (1989-1991) Ministro de Finanzas (octubre-noviembre de 1991) Ministro de Educación (1976-1977; 1985-1986) Miembro de la Cámara de Representantes de Japón (1960-2009) |
| 15         |            | Kiichi Miyazawa 宮澤 喜一 Miyazawa Kiichi        | 31 de octubre de 1991    | 29 de julio de 1993      | Primer ministro de Japón (1991-1993) Ministro de Agricultura, Silvicultura y Pesca (agosto-agosto de 1993) Ministro de Finanzas (1986-1988; 1998-2001) Director general de la Agencia de Planificación Económica (1962-1964; 1966-1968; 1977-1978) Dimitió por el Escándalo Recruit. |
| 16         |            | Yōhei Kōno 河野 洋平 Kōno Yōhei                  | 29 de julio de 1993      | 1 de octubre de 1995     | Vice primer ministro de Japón (1994-1995) Ministro de Relaciones Exteriores (1994-1996; 1999-2001) Director general de la Agencia de Ciencia y Tecnología (1985-1986) |
| 17         |            | Ryutaro Hashimoto 橋本 龍太郎 Hashimoto Ryūtarō  | 1 de octubre de 1995     | 24 de julio de 1998      | Primer ministro de Japón (1996-1998) Vice primer ministro de Japón (1995-1996) Ministro de Economía, Comercio e Industria (1994-1996) Ministro de Finanzas (1989-1991; enero-enero de 1998) Ministro de Transportes (1986-1987) Ministro de Salud (1978-1979) Miembro de la Cámara de Representantes de Japón (1963-2005) |
| 18         |            | Keizō Obuchi 小渕 恵三 Obuchi Keizō              | 24 de julio de 1998      | 5 de abril de 2000       | Primer ministro de Japón (1998-2000) Ministro de Relaciones Exteriores (1997-1998) Director general de la Oficina del Primer ministro (1979-1980) Miembro de la Cámara de Representantes de Japón (1963-2000) |
| 19         |            | Yoshirō Mori 森 喜朗 Mori Yoshirō                | 5 de abril de 2000       | 24 de abril de 2001      | Primer ministro de Japón (2000-2001) Ministro de Construcción (1995-1996) Ministro de Comercio Internacional e Industria (1992-1993) Ministro de Educación (1983-1984) Miembro de la Cámara de Representantes de Japón (1969-2000) |
| 20         |            | Junichiro Koizumi 小泉 純一郎 Koizumi Jun'ichirō | 24 de abril de 2001      | 20 de septiembre de 2006 | Primer ministro de Japón (2001-2006) Ministro de Salud y Bienestar (1996-1998; 1988-1989) Ministro de Correo y Telecomunicaciones (1992-1993) Miembro de la Cámara de Representantes de Japón (1972-2009) |
| 21         |            | Shinzō Abe 安倍 晋三 Abe Shinzō                  | 20 de septiembre de 2006 | 26 de septiembre de 2007 | |
| 22         |            | Yasuo Fukuda 福田 康夫 Fukuda Yasuo              | 26 de septiembre de 2007 | 22 de septiembre de 2008 | Primer ministro de Japón (2007-2008) Secretario Jefe del Gabinete (2000-2004) Miembro de la Cámara de Representantes de Japón (1990-2012) |
| 23         |            | Tarō Asō 麻生 太郎 Asō Tarō                      | 22 de septiembre de 2008 | 16 de septiembre de 2009 | Vice primer ministro de Japón (2012-presente) Ministro de Finanzas (2012-presente) Primer ministro de Japón (2008-2009) Ministro de Relaciones Exteriores (2005-2007) Ministro de Asuntos Internos y Comunicaciones (2003-2005) Miembro de la Cámara de Representantes de Japón (1996-presente) |
| 24         |            | Sadakazu Tanigaki 谷垣 禎一 Tanigaki Sadakazu    | 28 de septiembre de 2009 | 26 de septiembre de 2012 | Ministro de Justicia (2014-2016) Ministro de Tierra, Infraestructura, Transporte y Turismo (agosto-septiembre de 2008) Ministro de Finanzas (2003-2006) |
| 25         |            | Shinzō Abe 安倍 晋三 Abe Shinzō                  | 26 de septiembre de 2012 | 14 de septiembre de 2020 | Primer ministro de Japón (2012-2020; 2006-2007) Secretario Jefe del Gabinete (2005-2006) Miembro de la Cámara de Representantes de Japón (1993-julio 2022) (Debido a su asesinato) |
| 26         |            | Yoshihide Suga 菅 義偉 Suga Yoshihide            | 14 de septiembre de 2020 | 30 de septiembre de 2021 | Primer ministro de Japón (2020-2021) Secretario Jefe del Gabinete (2012-2020) Ministro de Asuntos Internos y Comunicaciones (2006-2007) Miembro de la Cámara de Representantes de Japón (1996-presente) |
| 27         |            | Fumio Kishida 岸田 文雄 Kishida Fumio            | 4 de octubre de 2021     | 1 de octubre de 2024     | Primer ministro de Japón (2021-2024) Ministro de Asuntos Exteriores (2012-2017) Ministro de Estado para Asuntos de Okinawa y Territorios del Norte (2007-2008) Miembro de la Cámara de Representantes de Japón (1993-presente) |
| 28         |            | Shigeru Ishiba 石破 茂 Ishiba Shigeru            | 1 de octubre de 2024     | Incumbente               | Primer ministro de Japón (2024-presente) Ministro de Defensa (2007-2008) Miembro de la Cámara de Representantes de Japón (1986-presente) |